# Agung de Grote

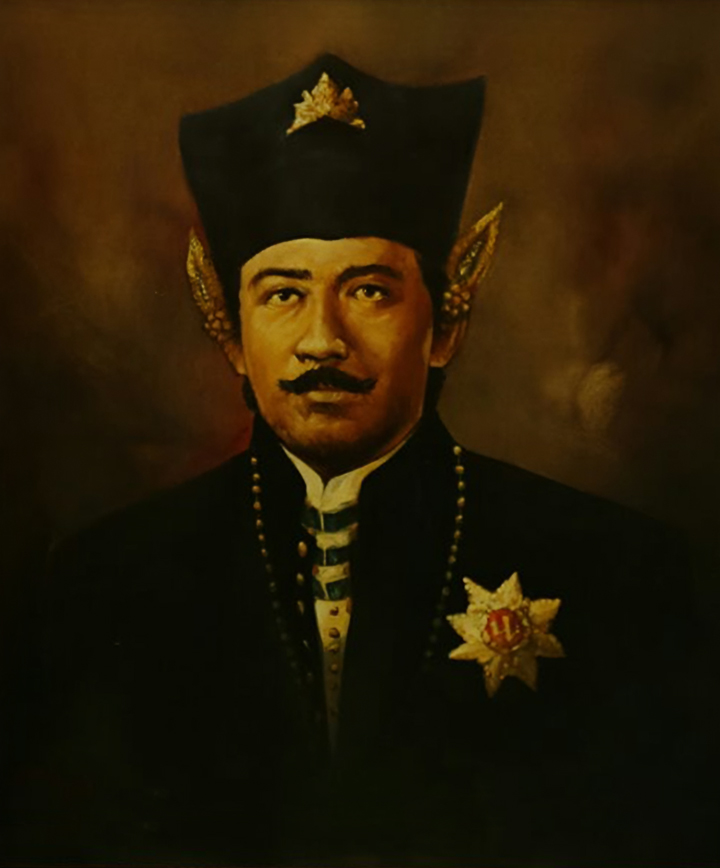
Moderne afbeelding van Agong de Grote, door Basuki Bawono, 2008.

Agung de Grote (ook: Agoeng de Grote) was de heerser van Mataram, een koninkrijk op het eiland Java dat zeshonderd jaar na de val van het oude hindoe-boeddhistische Mataram-rijk ontstond.
Hij werd in 1591 in Kota Gede geboren als Raden Mas Rangsang en overleed in 1645. Hij was de zoon van Panembahan Seda ing Krapyak en Ratu Mas Adi Dyah Banawati uit het vorstenhuis van Pajang. Hij regeerde van 1613 tot zijn aan dood. Het nieuwe rijk van Mataram, ook wel Mataram-Islam genoemd, werd gesticht door zijn grootvader Panembahan Senopati, die regeerde in 1584-1601. Andere benamingen voor Agung de Grote zijn kortweg Sultan Agung, of Sultan Agung Anyokrokusumo of Sultan Agung Hanyokrokusumo (Ha en A worden in het Javaans met dezelfde letter geschreven). Hij bouwde het Karta-paleis en het complex van koninklijke graven op de heuvel van Imogiri. Hij is de voorvader van een dynastie die over bijna heel Java zou regeren.

## Levensloop
De troonopvolging werd met de in de kraton met de vele koninklijke vrouwen en bijvrouwen en hun vele kinderen gebruikelijke intriges omringd. Er zijn verhalen over het verwisselen van baby's in de wieg. Raden Mas Ransang zou in werkelijkheid Dyah Banawati, een oomzegger van de regerende vorst zijn geweest. Zijn officiële vader had gewild dat de zwakzinnige oudere zoon Adipati Martapura uit een huwelijk met koningin Tulungayu, hem als heerser van Mataram zou opvolgen. Die belofte werd ingelost door Martapura één dag te laten regeren.
Agung, als prins "Raden Mas Jatmika " of "Raden Mas stimuli" genoemd was zo gezien de zoon en de eigenlijke opvolger van Seda ing Krapyak van Mataram en diens vrouw Mas Adi Dyah Banawati uit het vorstelijk Huis van Pajang en werd zelf opgevolgd door Amangkurat I van Mataram. Raden Mas Rangsang voerde eerst de Javaanse titel van susuhunan of keizer en later die ook van sultan, deze islamitische titel sultan komt uit de Arabische taal en cultuur en is een aanwijzing voor de voortgaande islamisering van het ooit hindoeïstische Java.
De namen en titels van Javaanse vorsten veranderen wanneer hun status toeneemt. Raden Mas stimuli regeerde als "Panembahan Hanyakrakusuma" of "Sultan Pandita Hanyakrakusuma". Na de verovering van Madura in 1624 werd hij keizer of susuhunan onder de titel "Susuhunan Agung Hanyakrakusuma", nog later "Grote Keizer" of "Sunan Agung Hanyakrakusuma".
Na 1640 gebruikte hij de naam "Sultan Agung Senapati-ing-Ngalaga Abdurrahman". Nog later was hij "Sultan Abdullah Mohammad Maulana Mataram ". Voor het voeren van de titel van sultan liet hij toestemming vragen aan de beheerder van de Kaäba in Mekka. Voor het gemak gebruikt men vaak de aanduiding "Grote Sultan" of "Sultan Agung".

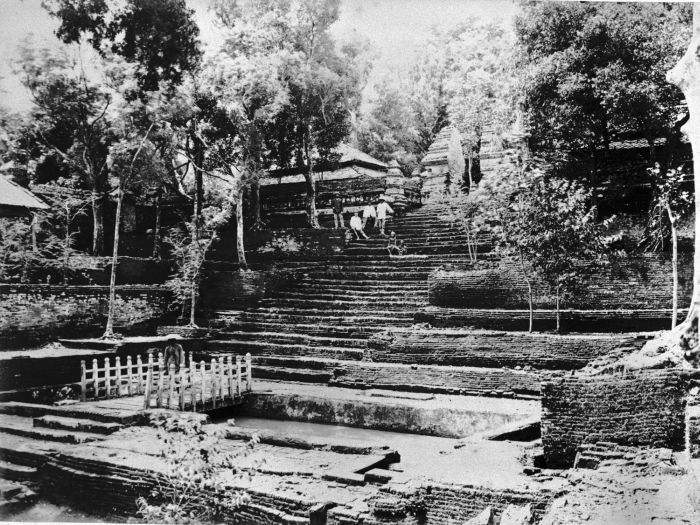
Ingang van het graf van sultan Agung (ca. 1890).

Sultan Agung had aanvankelijk goede relaties met de Nederlanders van de VOC die in de vroege 17e eeuw aan zijn hof verbleven en was van plan met hen samen te werken om zo zijn macht over Java uit te breiden. Toen echter de Nederlanders het fort Jacatra (soms ook Jayakarta genoemd, het latere Batavia of Jakarta) innamen, stelde de sultan de VOC voor de keuze: ofwel men accepteerde zijn absolute gezag, ofwel men verliet Java onmiddellijk. Jan Pieterszoon Coen, niet onder de indruk, verhinderde in 1628 dat sultan Agung de stad in handen kreeg. Hoewel de sultan prestige verloren had, oefende hij nog veel macht uit in andere delen van Java en onder zijn leiding werd het koninkrijk van een duidelijke structuur voorzien. Hij bouwde een enorm paleis, de Karta (bij het huidige Yogyakarta), en luidde het gemengd Arabisch-Javaanse tijdperk in. De sultan werd na zijn dood begraven in een mausoleum op de top van de Gunung Imagiri (Imogiriberg), waar tot op de dag van vandaag ook zijn opvolgers begraven worden.

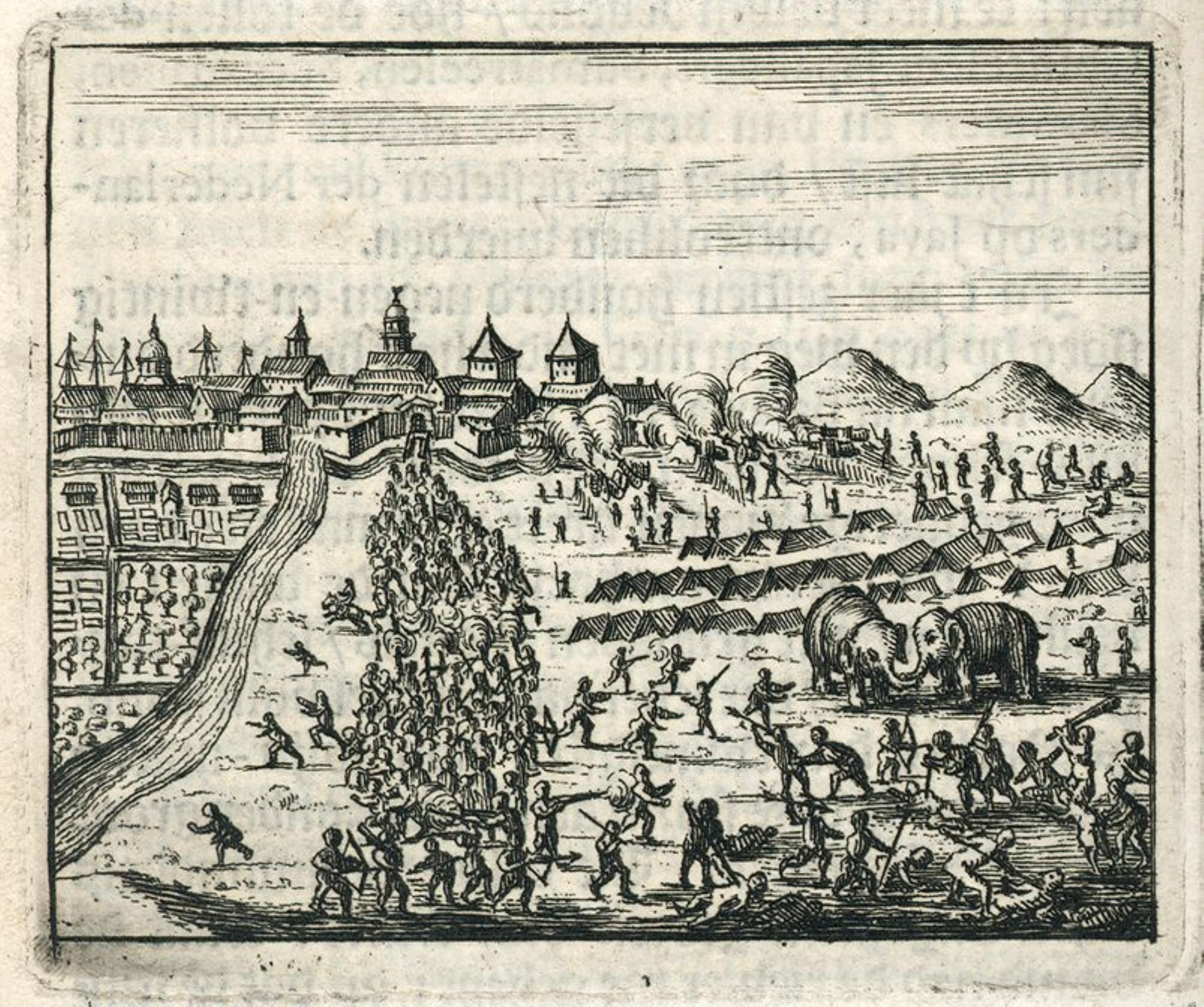
De belegering van Batavia

Sultan Agung − wat letterlijk "Grote Koning" betekent − wordt op Java vereerd als een groot erflater van de Javaanse tradities en strijder tegen de Nederlandse koloniale invloed op Java. In de legenden over hem worden oude mythen met historische feiten vermengd en men schrijft aan de sultan Agung ook de heldendaden van andere heersers toe. Het blijvende prestige van het Rijk van Mataram en de grote uitbreiding van dit rijk zijn aan sultan Agung toe te schrijven.

### Militaire campagnes
In 1614 overviel hij Surabaya en Malang. In 1615 veroverde hij Wirasaba, het huidige Mojoagung. In 1616 versloeg sultan Agung de troepen van Surabaya in de slag bij Siwalan bij Surakarta. In dat jaar viel Rembang in zijn handen en in 1617 veroverde hij Pasuruan zodat hij het gebied ten Zuidwesten van Surabaya beheerste. Tuban werd in 1619 veroverd.
Surabaya was al generaties lang de grote vijand van Mataram. Zijn grootvader Senapati en vader Seda ing Krapyak hadden de stad niet kunnen veroveren maar sultan Agung verzwakte Surabaya door een voor een haar bondgenoten te verslaan. Zo vielen Sukadana op Borneo, en Madura in 1625. In dat jaar werd ook Surabaya, dat zonder de aan Agung verloren gebieden niet van voedsel kon worden voorzien, belegerd en veroverd.
Uiteindelijk waren Madura en geheel centraal en oostelijk Java, minus de oostelijke en westelijke punten en het bergland buiten Mataram veroverd. Agung liet toen zijn blik vallen op de Nederlandse factorij en het fort van Batavia. In augustus 1628 werd de vestiging van de VOC tevergeefs belegerd. Er waren ook andere tegenslagen, zo kwamen de onderworpen vorsten in Pajang en Pati in 1617 in opstand. Tussen 1630 en 1637 rebelleerden Tembayat, Sumedang en Ukur, omdat de nederlaag voor Batavia sultan Agung van zijn aureool van onoverwinnelijkheid had beroofd. Maar deze visie is onder historici niet onomstreden.

## Culturele invloed

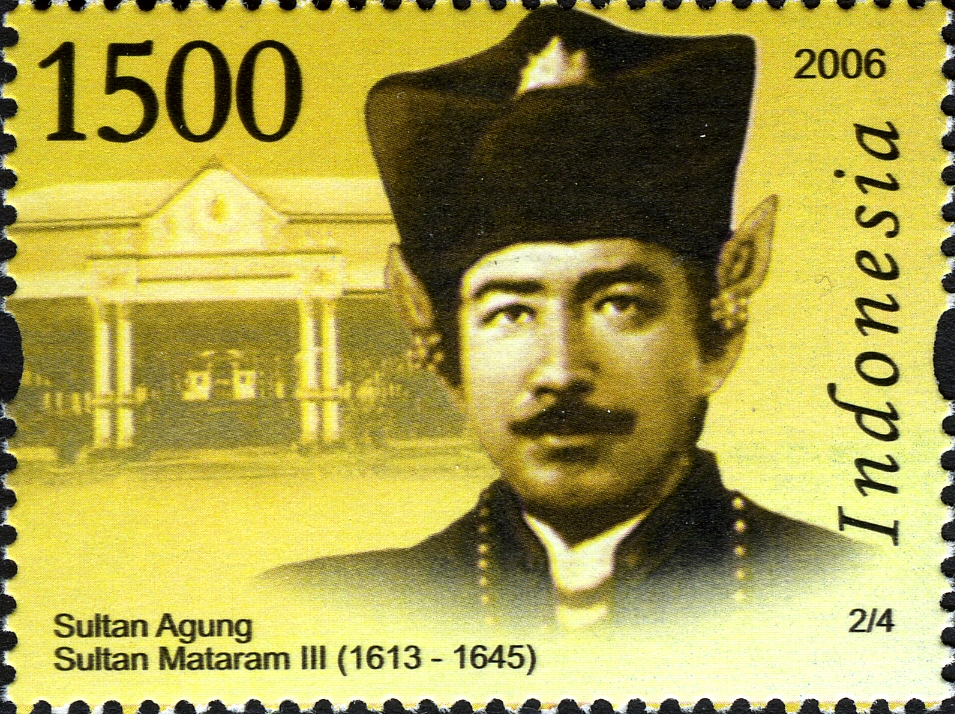
Indonesische postzegel (2006) met een portret van Agung de Grote.

Rituele dansen als de bedhaya, composities voor gamelan en de kunst van de wayang hebben volgens contemporaine Nederlandse bronnen veel te danken aan sultan Agung. Het volksgeloof schrijft hem veel uitvindingen waaronder de Javaanse kalender toe.
President Soekarno maakte Agung de Grote postuum een Pahlawan Nasional Indonesia, een Nationale held van Indonesië.
De administratieve nalatenschap van Agung was ook de basis voor het latere koloniale bestuur over Java. Er werd een feodaal stelsel opgebouwd waarin een adipati (zoiets als een Europese hertog) een gebied dat kabupaten werd genoemd bestuurde.
Een dergelijke kabupaten zoals Karawang ontstond toen sultan Agung prins Kertabumi in 1636 als eerste adipati van Karawang benoemde. Toen de VOC en later de Nederlandse staat Mataram als suzerein ging regeren bleef deze bestuursverdeling in stand.
In de kaboepaten die nu bupati of regentschappen gingen heten werden inheemse regenten aangesteld. De Nederlandse residenten traden op als de "oudere broer" van de inheemse adellijke vorst. Een Indische bestuurder van de bupati Sastradiningrat ofwel Karawang heette "Raden Aria Adipati Sastradiningrat".
In Nederlands-Indië vormden meerdere kabupaten een residentie onder een resident. De Indonesische regering schafte de residenties in de jaren 50 af en vormde provincies met districten maar in 1999 kregen de kabupaten weer autonome bestuurstaken.